# Ligne de Martigné-Ferchaud à Vitré
La ligne de Martigné-Ferchaud à Vitré est une courte ligne de chemin de fer régionale française à écartement standard et à voie unique du département d'Ille-et-Vilaine, en région Bretagne, aujourd'hui déposée et fermée.
Elle constitue la ligne 467 000 du réseau ferré national.

## Histoire
La ligne a été construite par l'État en application d'une loi du 31 juillet 1879 l'autorisant à « entreprendre l'exécution des travaux de superstructure de divers chemins de fer », notamment de la ligne « de Chateaubriand à Rennes et Vitré ». Elle a ensuite été concédée à la Compagnie des chemins de fer de l'Ouest par une loi du 20 novembre 1883en même temps que la ligne de Châteaubriant à Rennes à laquelle elle se raccorde à son origine.
En 1938, l'application des mesures gouvernementales de coordination rail-route entraîne sa fermeture « au service des voyageurs, bagages, chiens et colis-express », assuré désormais par des autocars.

## État actuel
Voie verte de 18 km au départ de Vitré. Au-delà tronçon de route et chemin forestier.